# Décarboxylation oxydative
Une décarboxylation oxydative est une réaction d'oxydation dans laquelle un groupe carboxyle est éliminé, formant une molécule de dioxyde de carbone. On rencontre régulièrement ce genre de réaction dans les systèmes biologiques, par exemple dans le cycle de Krebs. Ce type de réaction est sans doute intervenue très tôt à l'origine de la vie.

## Cycle de Krebs
Dans le cycle de Krebs, la pyruvate déshydrogénase, l'isocitrate déshydrogénase et l'α-cétoglutarate déshydrogénase catalysent des décarboxylations oxydatives. Chacune de ces réactions réduit le NAD+ en NADH et produit un CO2.

## Autres occurrences
La transformation du glyoxylate en acide formique est également une décarboxylation oxydative.